# مقاطعة راميان
مقاطعة راميان (بالفارسية: شهرستان رامیان) هي إحدى مقاطعات محافظة غلستان في إيران. عاصمة المقاطعة هي راميان. حسب تعداد 2006، بلغ عدد السكان 81,866 نسمة في 19,579 عائلة